# Back to Basics
Back to Basics é o quinto álbum de estúdio da artista musical norte-americana Christina Aguilera. Foi lançado em 9 de agosto de 2006, nos Estados Unidos, através da RCA Records como um álbum duplo. 
Atuando como produtora executiva, ela recrutou uma ampla gama de produtores, incluindo DJ Premier, Rich Harrison, Rob Lewis, Mark Ronson e Linda Perry. As sessões de gravação ocorreram entre fevereiro de 2005 e abril de 2006 em vários estúdios nos Estados Unidos e no Reino Unido.
Inspirado nos ídolos de Aguilera das décadas de 1920 a 1950, incluindo Billie Holiday, Otis Redding, Etta James e Ella Fitzgerald, Back to Basics foi descrito pela própria Aguilera como uma fusão de jazz da velha guarda e inspirações de soul com um estilo modernizado. 
Principalmente um disco pop e R&B, seu primeiro disco justapõe rhythm and blues com hip hop e elementos urbanos com a maioria das músicas empregando samples, enquanto o segundo contém faixas originais, com exceção de "Candyman", que traz samples de "Tarzan & Jane Swingin' on a Vine". Liricamente, o álbum é inspirado nos acontecimentos anteriores da vida de Aguilera, incluindo seu casamento com Jordan Bratman em 2005.
Para retratar uma nova persona, Aguilera adotou seu novo alter ego, Baby Jane, e fez diversas mudanças em sua aparência pública, inspirada em atrizes clássicas de Hollywood. 
Ela promoveu o álbum apresentando-se em eventos como o MTV Movie Awards de 2006, MTV Video Music Awards de 2006 e o Grammy Awards de 2007. Foi ainda promovido com a Back to Basics Tour, que passou por países da América do Norte, Ásia, Europa, Austrália e Oriente Médio desde o final de 2006 até o final de 2008. 
Back to Basics gerou três singles internacionais: "Ain't No Other Man", "Hurt" e "Candyman"; "Slow Down Baby" foi lançado como single apenas na Austrália, enquanto "Oh Mother" foi lançada como single unicamente em alguns países europeus.
Back to Basics recebeu avaliações favoráveis dos críticos musicais, que elogiaram a diversidade musical dos álbuns anteriores de Aguilera, enquanto houve outros que criticaram sua duração. No Grammy Awards de 2007, o álbum foi indicado ao prêmio de Melhor Álbum Vocal de Pop ao passo que seu primeiro single, "Ain't No Other Man", venceu o prêmio de Melhor Performance Vocal Feminina de Pop. 
O álbum estreou no topo da Billboard 200, vendendo 346.000 cópias na primeira semana. Back to Basics alcançou sucesso internacional similar, alcançando a primeira posição das tabelas em mais de quinze países, incluindo Austrália, Canadá, Alemanha, Irlanda, Suíça e Reino Unido. As vendas atingiram mais de 2 milhões de cópias nos Estados Unidos, e em novembro de 2013, já havia vendido mais de cinco milhões de cópias mundialmente.

## Antecedentes
Aguilera começou as sessões de gravação do seu álbum em 2005, após uma pausa de seus trabalhos com seu segundo álbum, Stripped, lançado em 2002. A cantora explicou que, tendo uma pausa para gravar o álbum, ela teria mais coisas para escrever e cantar. Ela também explicou que queria trazer algo novo, tentar evoluir como artista, então trabalhou com produtores de hip hop, como DJ Premier, com quem tinha trabalhado anteriormente; com Notorious BIG, Nas, entre outros. Com Rich Harrison, Kwamé, Mark Ronson (pela primeira vez), e Linda Perry, com quem já havia trabalhado em seu álbum de estúdio anterior.
Em junho de 2006, Aguilera e a equipe de produção começaram a trabalhar juntos no álbum. Ela disse a Premier que queria criar um álbum articulado em sucessos como Al Green e Aretha Franklin. Nessa mesma época, a artista já tinha faixas suficientes gravadas para um álbum de dois discos, porém o reduziu, para torná-lo acessível. No entanto, em 2006, no MTV Movie Awards, ela revelou que o novo álbum iria incluir dois discos.
DJ Premier disse que quando foi contatado para trabalhar com Aguilera, não esperava que uma artista pop como ela iria trabalhar com ele. E que ela se mostrou uma grande profissional, e que já tinha uma ideia finalizada do que queria: um álbum de jazz com muita melodia. Aguilera declarou que não estava totalmente certa de que DJ Premier iria aceitar sua oferta, porque era a primeira vez que ele iria entrar no mundo "pop".

## Composição
| |  |  |
| DJ Premier (esquerda) foi um dos produtores de Disco 1, enquanto Linda Perry (direita) foi o maior produtor do Disco 2 |  |  |

A cantora se inspirou para a produção do álbum em artistas dos gêneros R&B, funk e soul,como Billie Holiday, Otis Redding, Marvin Gaye, Etta James e Ella Fitzgerald. Ela disse que sua mãe influenciou-a a ouvir estilos como jazz, soul e blues. Quando criança, sua mãe costumava trazê-la para olhar os discos de música antiga. As canções do álbum 1 e do álbum 2 do seu disco são construídas em estilos diferentes.
O primeiro disco é um álbum de regresso com elementos dos anos 20, 30 e 40, com blues e jazz com um toque moderno, em grande parte produzido pela batida orientada de produtores como DJ Premier. O segundo disco é mantido autêntico, aderindo a uma verdade crua, com toques de soul.
As músicas são todos os registros vivos, ou seja, original e produzido em 2006, excepto "Candyman", que apresenta amostras de treinamento militar no trecho "Tarzan and Jane were swingin' on a vine". A produção do álbum foi realizada principalmente por Aguilera e Perry, no entanto o tema vintage permanece originalmente. O segundo disco também usa elementos do circo dos anos 20.
"A primeira parte do álbum é uma espécie de regresso com elementos de blues, jazz e soul combinados com um toque moderno do nosso tempo (2006), como batidas contundentes. E para o segundo disco, nós criativamente entramos em nossa própria zona e em nosso próprio mundo juntos. Não há covers, então fizemos mais da década de 20, com a vibração dos anos 30, um toque autêntico e orgânico. Não existem amostras, é tudo música ao vivo. Uma das músicas soa como se você estivesse em um clube burlesco de 1920 (Nasty Naughty Boy). Outra canção soa como se ela fosse gravada em 1920, usando um microfone vintage, por isso é muito excitante." Christina Aguilera comentando sobre o conteúdo do álbum para a MTV.
Quando Aguilera foi perguntada por que ela escolheu DJ Premier como o principal produtor do primeiro disco, ela respondeu, dizendo: "A coisa que eu tento fazer com cada álbum, é não ir atrás das principais pessoas que estão acostumadas com esse tipo de trabalho no pop. Para uma pessoa óbvia eu até que poderia trabalhar com produtores como Jon Neptunes, Pharrell ou Lil' Kim". A faixa de abertura, "Makes Me Wanna Pray" tem características de adulto-contemporâneo, estilo Steve Winwood.
Liricamente, quando ela começou a escrever sobre o novo disco, ela incorporou a sua vida real nas músicas. Porém, ela diz que seu primeiro single, "Ain't No Other Man", não fala sobre amor, e que, não tem envolvimento com seu marido (ex-marido desde 2011).
A única faixa do álbum que Aguilera confirmou que tinha influência em seu marido, era "Save Me From Myself". A canção "Still Dirty", uma faixa do primeiro disco que co-trabalhou com Nas, é uma sequela de seu primeiro single em 2002, Dirrty, que foi muito criticado pelos críticos por seu videoclipe controverso, levando-a mostrar seus fetiches sexuais. Em "Still Dirty" , Aguilera relembra o sofrimento de sua carreira, quando lançou Dirrty". Porém, é diferente do seu antecessor, que tem influências de jazz. 
Em "Oh Mother" Aguilera descreve o abuso doméstico que o pai de Aguilera praticava contra a mãe. Aguilera elogia a bravura da mãe e sua coragem. De acordo com Aguilera para a Billboard, não é apenas uma homenagem a sua mãe, mas ela sente a responsabilidade de compartilhar os lados "escuros" de sua vida, porque as pessoas podem relacionar com a música e talvez não sentir-se tão só na circunstância. 
Na faixa "Back in the Day", Aguilera está falando sobre todos os cantores de soul que ela ouvia quando criança e presta homenagem a seus ídolos, relembrando nomes como Otis Redding, Gladys Knight e Billie Holiday, e elogia-os como "disjuntores de terra", "inovadores" e "criativos".
Na última música do disco 1, "Thank You", combina uma amostra de seus hits anteriores, "Genie in a Bottle" e "Can't Hold Us Down", com mensagens de fãs elogiando Aguilera. Foi produzido como forma de agradecimento pelo apoio de seus fãs.

## Obra

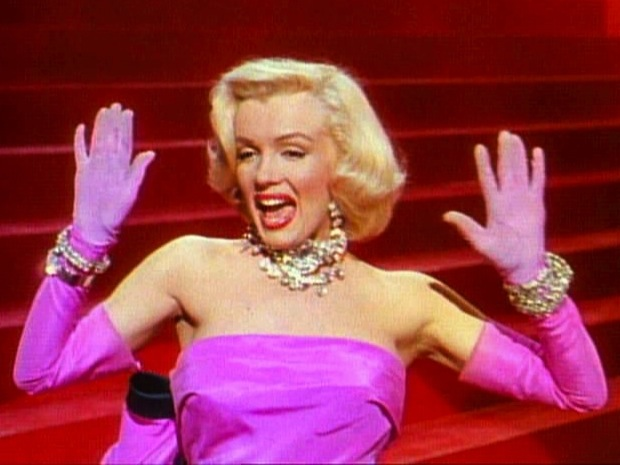
Aguilera se inspirou em Marilyn Monroe para sua imagem no álbum.

Quando Aguilera começou a trabalhar em Back to Basics, resolve que ele seria inspirado pelos sons dos anos 20, 30 e 40, e pelo aspecto visual dessa época também. Quando começou a fotografar para a arte do álbum, citou Bette Davis, Marlene Dietrich, Marilyn Monroe, Carole Lombard, Judy Garland, Greta Garbo, Veronica Lake, entre outros, como suas inspirações.
"Na primeira sessão, queríamos criar uma iluminação quente, bem acolhedora, algo descontraído, com uma vibe de Hollywood antiga, como se você estivesse na cama, mas de uma forma convidativa, porque eu estou sorrindo," explicou Aguilera. "Com o álbum Stripped, eu estava em um momento muito real e honesto, mas também mais sombrio. Agora, sinto que estou em um lugar mais leve, as coisas estão mais claras para mim. Estou mais feliz do que nunca estive e acho que me inspirar em mulheres fortes da antiga Hollywood combina bem com o álbum". — Christina Aguilera, MTV
O encarte do álbum foi fotografado pelo alemão Ellen von Unwerth, que já havia trabalhado com Janet Jackson em outras ocasiões. As sessões de fotos duraram três dias, começando em um hotel histórico chamado Dell Hollywood. No primeiro dia, Aguilera passou a maior parte do tempo em uma cama, posando através das grades de ferro da cabeceira, em fotos inspiradas por um famoso retrato de Marilyn Monroe Uma dessas imagens, em que Aguilera veste um vestido branco e repousa na cama, foi usada como capa do álbum.
A produção optou por uma iluminação quente para criar um clima acolhedor. No segundo dia, Aguilera trocou de figurino várias vezes, utilizando diferentes vestidos. Já no terceiro dia, ela e Unwerth foram ao Deuce Quarenta, um famoso ponto de encontro em Hollywood, que mistura um toque moderno com a estética dos clubes burlescos dos anos 1920.  A sessão também contou com uma atmosfera de clube antigo, com influências de blues e jazz, além de uma série de fotos em que Aguilera posa ao lado de quatro marinheiros da Marinha.

## Recepção

### Análise da crítica
| Críticas profissionais | Críticas profissionais |
| Pontuações agregadas   | Pontuações agregadas   |
| Fonte                  | Avaliação              |
| ---------------------- | ---------------------- |
| Metacritic             | 69/100                 |
| Avaliações da crítica  |                        |
| Fonte                  | Avaliação              |
| Billboard              | favorável              |
| About.com              | 4.5 de 5 estrelas.     |
| Entertainment Weekly   | B+                     |
| Sputnikmusic           | 4 de 5 estrelas.       |
| The Independent        | 5 de 5 estrelas.       |
| Stylus Magazine        | B                      |
| Rolling Stone          | 3.5 de 5 estrelas.     |
| Slant Magazine         | 3.5 de 5 estrelas.     |
| PopMatters             | (9/10)                 |
| Yahoo! Music UK        | 8 de 10 estrelas.      |

Back to Basics receberam respostas positivas dos críticos, considerando-o como o álbum mais definido de Aguilera. E mais tarde, considerado o Melhor Álbum Pop do Ano pelo iTunes, superando álbuns como B'Day de Beyoncé Knowles e FutureSex/LoveSounds de Justin Timberlake. De maneira crítica, o álbum foi um sucesso, com uma classificação de 69/100 (geralmente positiva opiniões) no Metacritic, e recebeu mais elogios do que seu segundo álbum de estúdio, Stripped, que marcou 55/100. Quando Entertainment Weekly publicou sua edição de junho de "100 melhores álbuns dos últimos 25 anos", Back to Basics foi listado no número #80.
PopMatters comentou sobre o álbum: "Musicalmente e vocalmente, Christina não é exatamente o que ela pensa que é ainda, ela ainda grita nos momentos em que não deveria fazer, e ela parece ser auto-envolvidos de uma forma que seus antecessores não foram, e que pode deixar a música às vezes ruim. Entanto, Back to Basics é uma peça difícil de pop que consegue olhar para trás e para frente ao mesmo tempo. Bom gosto em colaboradores e uma voz que tem a capacidade de dirigir céu obrigado todos combinam para tornar este um inconsistente, mas finalmente gratificante ouvir" The Observer disse: "Este é um prato robusto, com clock de 22 músicas, 90 minutos e contando um Disco pretende ser uma homenagem a música dos anos 20s, 30s, 40s e 50s, como a diva audaciosamente aponta. Rolling Stone elogiou o som e estilo do álbum e ainda comentou: "Quando funciona, Back to Basics aumenta a esperança de que os fãs em todos os lugares pode levar suas caixas de disco de vinil sem esquecer o álbum da Xtina, ótimo."
Amanda Murray de Sputnikmusic disse: "Mas a verdadeira força de Back to Basics está no segundo disco, ouvindo este registro enquanto se prepara para revê-lo, eu queria pular o primeiro disco e se mover para a frente para o segundo, o primeiro disco é oferecido, nada de inesperado ou desafiador. Certo de que foi uma canção vaudevillian ou dois, mas até mesmo as Spice Girls conseguiriam isso. Porém, assim que chega no segundo disco, Aguilera ganha seu louvou. Aqui ela deixa as influências mandarem. Cada canção é um passo para uma esfera de música diferente, razoavelmente autêntica ao estilo original, mas igualmente adaptada ao estilo de Aguilera e personalidade. Embora há apenas nove músicas deste disco, cada um é infinitamente audível.
O álbum recebeu uma nomeação do Grammy Award na categoria de "Melhor Álbum Pop" e ganhou na categoria "Melhor Performance Vocal Pop Feminina" com "Ain't No Other Man". No ano seguinte, o terceiro single do álbum, "Candyman" foi nomeado para "Melhor Performance Vocal Pop Feminina".

### Desempenho comercial
Back to Basics alcançou o número #1 em mais de 15 países, incluindo os Estados Unidos, Reino Unido, Austrália, Alemanha, Canadá e Suíça. Estreando no número #1 na parada de álbuns dos EUA, a Billboard 200. O álbum também estreou no número #2 na Billboard R&B/Hip-Hop Albums. O álbum vendeu 346 mil cópias em sua primeira semana nos EUA, sendo como um dos maiores debute de vendas em primeiro por uma artista feminina em 2006, na época de seu lançamento. Até à data, o álbum já vendeu mais de 1,8 milhões de cópias nos os EUA. Back to Basics é também o primeiro álbum de Aguilera à estrear no #1 lugar no Reino Unido e permaneceu 33 semanas no Top 75. O álbum foi certificado Platina em 15 de novembro de 2006 e vendeu 522.696 cópias. Ele também estreou em #1 lugar no Canadá, com vendas de 24.000. O álbum foi certificado de ouro no Japão, Hong Kong, Coreia do Sul, Áustria, Polónia, França, Holanda, Suécia, Dinamarca, Itália e República Checa. Além disso conquistou o mercado mundial, a aproximar-se e ultrapassar o limiar de Platina nas seguintes nações: Reino Unido, Alemanha, Suíça, Estados Unidos, Singapura, Nova Zelândia, Bélgica, Hungria e foi certificado de Platina Triplo no Canadá, Irlanda e Rússia. Depois de ser certificado 2× platina na Austrália, Back to Basics apareceu no número #45 na ARIA em 2006, nas paradas de Fim de Ano. O álbum vendeu 6,5 milhões de cópias em todo o mundo.

## Singles
| |  |  |
| Aguilera performando "Hurt" (esquerda) e "Candyman" (direita), durante sua turnê, Back to Basics Tour. |  |  |

O álbum gerou cinco singles (sendo 2 promocionais) durante um período de 14 meses. O primeiro, "Ain't No Other Man", foi lançado em 3 de junho de 2006 como o primeiro single, e foi aclamado pela crítica e se tornou um sucesso nas paradas do mundo todo, chegando ao número #6 na Billboard Hot 100, esse single recebeu o disco de platina nos Estados Unidos.
Em 19 de setembro de 2006, a balada "Hurt" foi lançado como o segundo single. A reação foi misturado gráfico que se tornou um enorme sucesso na Europa, com um pico dentro do top 5 em 10 países europeus, enquanto ficou no top 10 na Austrália. Enquanto em nos EUA atingiu o número #19, mas foi certificado Ouro, fora muitas outras certificações de platina e diamante em outros paises. "Candyman" foi lançado como o terceiro single em 20 de fevereiro de 2007. O single foi certificado Ouro nos Estados Unidos, mas só conseguiu chegar ao número #25 na Billboard Hot 100, devido à estagnação nas rádios. Em outros lugares, "Candyman" alcançou alto desempenho, principalmente na Europa que foi top 10 em vários paises.
Provavelmente, devido à notícia da gravidez, a gravadora RCA decidiu não lançar um single em todo o mundo, porque precisaria de um monte de promoção, de modo a etiqueta decidiu lançou dois singles como a única final em países selecionados, com pouca promoção. "Slow Down Baby" foi lançada como o quarto single do álbum em 30 de julho de 2007 na Austrália. "Oh Mother" foi lançado em 23 de novembro de 2007, em algumas partes da Europa como o quarto e último single. "Save Me From Myself" foi lançado como um único período de tempo limitado, como uma "festa" para seu bebê recém-nascido, em 12 de janeiro de 2008. O single foi lançado como um DVD que consiste trate de vídeo de música e uma versão em áudio-lo.

## Promoção

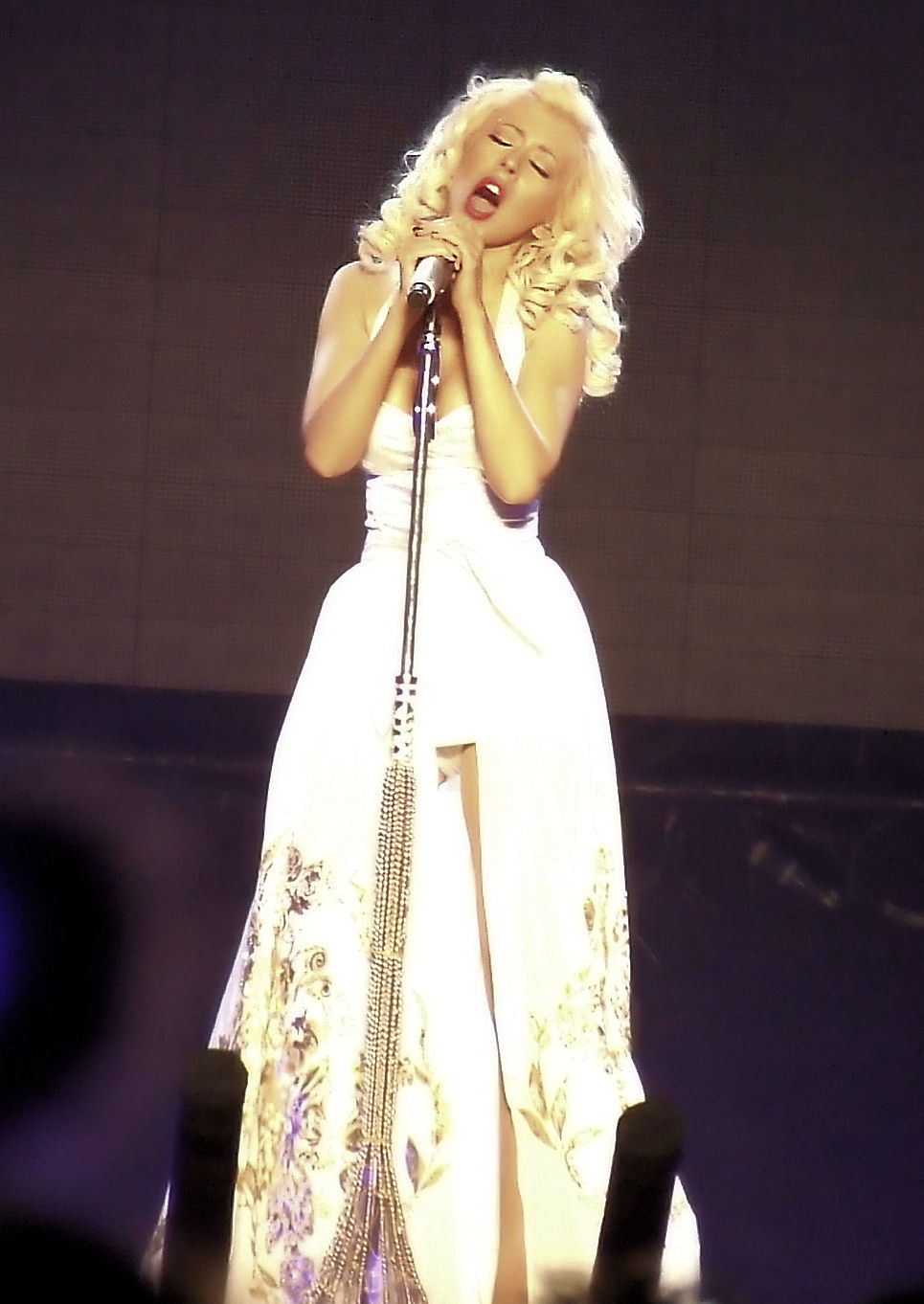
Aguilera performando "Understand" durante sua turnê, Back to Basics Tour.

Aguilera começou a promoção de Back to Basics' em 3 de junho de 2006, quando ela apresentou o primeiro single do álbum, "Ain't No Other Man" em 2006 no MTV Movie Awards em Los Angeles. Em 15 de junho de 2006, ela visitou Total Request Live e mostrou um preview do vídeo de seu primeiro single. Seis dias depois, ela participou do programa de TV de novo e estreou o clipe inteiro.
Em julho, Aguilera fez dois concertos privados na Europa, um em 17 de julho no Olympia de Paris e outro em 20 de julho no Clube KOKO, em Londres. O setlist consistia de quatro novas faixas e dois singles de idade: "Ain't No Other Man", "Understand, "Candyman", "Lady Marmalade", "Oh Mother", "Beautiful" e "Slow Down Baby". O show no clube KOKO foi filmado e foi posteriormente mostrado várias vezes no canal britânico T4. Durante a estadia em Londres, ela apareceu no programa da MTV 1 Leicester Square, com Russell Brand, onde falou sobre seu próximo álbum e planos de sua família.
Aguilera apareceu no Marquee em 15 de agosto na cidade de Nova York para a festa de lançamento do álbum. Em comemoração, Back To Basics sendo liberados, a MTV exibiu um especial com a cantora discutindo o projeto e execução de várias músicas. Em 16 de agosto de 2006 Aguilera cantou "Ain't No Other Man" no Late Show with David Letterman. No mesmo dia, ela tomou parte no Good Morning America Concert e realizou três músicas. Em 2006, no MTV Music Awards ela se apresentou "Hurt", o segundo single do álbum. Embora ela foi nomeada com "Ain't No Other Man", em quatro categorias, incluindo "Vídeo do Ano", ela não ganhou nenhum. Em setembro, ela foi convidada para o evento de caridade Fashion Rocks e realizou "Candyman" e, posteriormente, "Bennie and the Jets", com Elton John. Em 15 de novembro de 2006 Aguilera inaugurada Nissan Live Sets on Yahoo! Music, um show bi-mensal, com apresentações em frente de uma plateia ao vivo, onde se apresentou 7 músicas. Ao mesmo tempo, ela começou a promover "Hurt" em programas como Saturday Night Live, na "NBC Natal thanksgiving Special" e o alemão mostra Wetten, dass...?.
Em 11 fevereiro de 2007 Aguilera prestou homenagem a James Brown, que morreu em dezembro de 2006, realizando o seu single de sucesso "It's a Man's Man's Man's World" no 49.º Grammy Awards. Um dia antes, ela cantou "Makes Me Wanna Pray" e "Candyman" no Clive Davis partido de prêmios sobre o Pré-Grammy. Aguilera começou a promoção de "Candyman" se apresentando no Dick Clark of Rockin em 31 de dezembro de 2006 e, em seguida, em programas como The Ellen DeGeneres Show, The Tonight Show com Jay Leno. Ela terminou a promoção do álbum, após as apresentações no "Muz-TV Awards", cantando "Ain't No Other Man", "Hurt", "Candyman" e "Fighter".
A maioria das histórias de capa focados no álbum, na nova direção Aguilera, seu casamento e sua "domingos nus". Sua capa de revista Allure se tornou a questão mais vendido na história da revista. A questão sueca da revista Cosmopolitan apresentou um brinde com os álbuns quarto single "Slow Down Baby".

### Turnê
A turnê, Back to Basics Tour ocorreu na Europa, América do Norte, Ásia e Oceania em 2006 e 2007. O passeio consistiu em 80 shows em todo o mundo. Esta foi considerada a melhor turnê de Aguilera, envolvendo qualidade e luxo. A turnê arrecadou mais de 95 milhões dólares mundialmente, e foi assistido por mais de 1,3 milhões fãs. O DVD da turnê foi gravado em Adelaide, na Austrália.

## Controvérsia
Antes da produção de Back to Basics ter começado, o produtor Scott Storch, que produziu e co-escreveu uma série de canções para o álbum de estúdio anterior de Aguilera, Stripped, incluindo "Walk Away", "Can't Hold Us Down", "Infatuation", "Fighter", "Loving Me 4 Me", "Keep On Singin' My Song" e "Underappreciated", foi convidado a ser envolvido em próximo projeto Aguilera também. No entanto, ele se recusou a fazer parte do projeto, quando Aguilera recusou a pagar passagens aéreas para ele e sua comitiva para voar para ela, entre outras exigências, o que levou a uma ruptura de seu relacionamento. Em junho de 2006, antes de o álbum saiu, Storch disse à Rolling Stone: "Eu tinha que trazer equipamentos, roupas, meu povo. Você quer que eu mude a minha vida a partir de Miami para Los Angeles por seis meses, e você não pode me dar uma passagem de avião? E eu realmente gostava dela como pessoa e um amigo e como artista". Aguilera decidiu dedicar-lhe uma canção e produziu mais tarde em uma canção chamada "F.U.S.S." ("F*** You Scott Storch"), dizendo: "Isso é uma forma de enterrar a minha experiência com ele. Nós fizemos um grande trabalho em Stripped... Quando eu tentei trabalhar com ele de novo, ele fez inoportuno para as demandas. Foi decepcionante que alguém iria ficar afectado assim". Storch ficou ofendido pela canção e declarou em uma entrevista à revista InTouch "É patético que ela iria fazer uma canção como esta. Trabalhei em metade de seu último CD e vendeu seus milhões de cópias. Obviamente ela se importa mais do que eu que eu não fiz este álbum, mas eu não posso culpá-la, com um álbum cheio de enchimentos, com esse canto ruim, e um cabaré bem alá Vegas".

## Faixas
| Disco 1 |                                     |                                                                                             |         |  |
| N.º     | Título                              | Compositor(es)                                                                              | Duração |  |
| 1.      | "Intro (Back To Basics)"            | Aguilera, Martin, DioGuardi, Hawkins, Darnell                                               | 1:47    |  |
| 2.      | "Makes Me Wanna Pray"               | Aguilera, DioGuardi, Harrison, Steve Winwood                                                | 4:10    |  |
| 3.      | "Back In The Day"                   | Aguilera, Martin, DioGuardi, Don Costa, Castor, Fridie, Gibson, Jensen, Manigault, Thomas   | 4:13    |  |
| 4.      | "Ain't No Other Man"                | Aguilera, Martin, DioGuardi, Roane, Beatty                                                  | 3:49    |  |
| 5.      | "Understand"                        | Aguilera, DioGuardi, Holland, Toussaint                                                     | 3:46    |  |
| 6.      | "Slow Down Baby"                    | Aguilera, Ronson, DioGuardi, Angry, Guest, Knight, Patton, Knight, Bernard, Harper, Jackson | 3:29    |  |
| 7.      | "Oh Mother"                         | Aguilera, Thornton, Rankin, Thornton, DioGuardi, Colals, Barratler                          | 3:46    |  |
| 8.      | "F.U.S.S."                          | Aguilera, Roane, DioGuardi                                                                  | 2:21    |  |
| 9.      | "On Our Way"                        | Aguilera, Thornton, Rankin, Thornton, DioGuardi                                             | 3:36    |  |
| 10.     | "Without You"                       | Aguilera, DioGuardi, Ronson, Lewis                                                          | 3:56    |  |
| 11.     | "Still Dirrty"                      | Aguilera, Martin, DioGuardi                                                                 | 3:46    |  |
| 12.     | "Here to Stay"                      | Aguilera, Holley, Reyes, Allen, Jackson                                                     | 3:19    |  |
| 13.     | "Thank You (Dedication To Fans...)" | Aguilera, Martin, DioGuardi, Sheyne, Frank, Kipner                                          | 4:59    |  |

| Disco 2 |                       |                                |         |  |
| N.º     | Título                | Compositor(es)                 | Duração |  |
| 14.     | "Enter The Circus"    | Aguilera, Perry                | 1:42    |  |
| 15.     | "Welcome"             | Aguilera, Linda Perry          | 2:42    |  |
| 16.     | "Candyman"            | Aguilera, Perry                | 3:14    |  |
| 17.     | "Nasty Naughty Boy"   | Aguilera, Perry                | 4:45    |  |
| 18.     | "I Got Trouble"       | Aguilera, Perry                | 3:42    |  |
| 19.     | "Hurt"                | Aguilera, Perry, Ronson        | 4:03    |  |
| 20.     | "Mercy On Me"         | Aguilera, Perry                | 4:33    |  |
| 21.     | "Save Me from Myself" | Aguilera, Perry, Bill Bottrell | 3:13    |  |
| 22.     | "The Right Man"       | Aguilera, Perry                | 3:51    |  |

## Créditos e pessoal
Pessoas e trabalhos que ajudaram no trabalho de Back to Basics:
- Vocais - Christina Aguilera
- Arranhões vocais em Back in the Day - Tracie Burton, Kara DioGuardi, DJ Premier.
- Refrão: Christina Aguilera
- Teclados - Tony Reyes & Mark Ronson.
- Batidas - Paulo III, Rob Lewis, Linda Perry, Tony Reyes, Mark Ronson.
- Contrabaixo - Francis Senger & Jason Torreano.
- Guitarra - Bill Bottrell, Rob Lewis, Linda Perry, Mark Ronson, Eric & Schermerhorn.
- Produtor Executivo: Christina Aguilera.
- Gestão da Produção de som: DJ Premier, Kwamé, Linda Perry, Rich Harrison, Mark Ronson, Big Tank & P.
- Adicional Micro-Management: Christina Aguilera (Em Faixas todas as faixas do disco 1)
- Produtor Vocal: Rob Lewis.
- Dominar: Brian Gardner.
- Engenheiros: Tal Herzberg, Linda Perry, Oscar Ramirez, Charles Martin Roane, Mark Ronson & DJ Premier, Jordânia,
- Engenheiro assistente: Kristofer Kaufman, Alan Mason & Chris Wonzer.
- A&R: Ron Fair.
- Fotografia: Ellen von Unwerth
- Direção de Arte e Design: Linda Perry

### Paradas musicais e certificações
| Parada musical (2006)                                | Melhor posição |
| ---------------------------------------------------- | -------------- |
| Alemanha - German Albums Chart                       | 1              |
| Austrália - (Australian ARIA Albums Chart)           | 1              |
| Áustria - (Austrian Albums Chart)                    | 1              |
| Bélgica - (Belgian Flemish Albums Chart)             | 2              |
| Bélgica - (Belgian Walloon Albums Chart)             | 4              |
| Canadá - (Canadian Albums Chart)                     | 1              |
| Dinamarca - (Danish Albums Chart)                    | 2              |
| França - (French SNEP Albums Chart)                  | 10             |
| Hungria - (Hungarian Albums Chart)                   | 1              |
| Irlanda - (Irish Albums Chart                        | 1              |
| Itália - (Italian Albums Chart)                      | 3              |
| Nova Zelândia - (New Zealand RIANZ Albums Chart)     | 2              |
| Japão - (Japanese Oricon International Albums Chart) | 1              |
| Noruega - (Norwegian Albums Chart)                   | 2              |
| Grécia - (Greek Albums Chart)                        | 5              |
| Países Baixos - (Dutch Albums Chart)                 | 1              |
| Finlândia - (Finnish Albums Chart)                   | 1              |
| União Europeia - (European Top 100 Albums Chart)     | 1              |
| Chéquia - (Czech Albums Chart)                       | 4              |
| Suécia - (Swedish Albums Chart)                      | 2              |
| Suíça - (Swiss Albums Chart)                         | 1              |
| Reino Unido - (UK Albums Chart)                      | 1              |
| Estados Unidos - (Billboard 200)                     | 1              |
| Estados Unidos - (Billboard R&B/Hip-Hop Albums)      | 2              |

| País/Associação       | Certificação | Vendas     |
| --------------------- | ------------ | ---------- |
| Alemanha - IFPI       | Platina      | 200,000+   |
| Argentina - CAPIF     | Platina      | 50,000+    |
| Austrália - ARIA      | 2× Platina   | 140,000+   |
| Áustria - IFPI        | Ouro         | 15,000+    |
| Canadá - Music Canada | 3× Platina   | 300,000+   |
| Dinamarca - IFPI      | Ouro         | 20,000+    |
| Estados Unidos - RIAA | 2× Platina   | 2,000,000+ |
| União Europeia - IFPI | Platina      | 1,000,000+ |
| França - SNEP         | Ouro         | 100,965+   |
| Hungria - Mahasz      | Platina      | 20,000+    |
| Hong Kong - IFPI      | Ouro         | 7,500+     |
| Nova Zelândia - RIANZ | Platina      | 15,000+    |
| Países Baixos - IFPI  | Ouro         | 35,000+    |
| Reino Unido - BPI     | Platina      | 522,696+   |
| Suécia - IFPI         | Ouro         | 30,000+    |
| Coreia do Sul - IFPI  | Ouro         | 15,000+    |

Nota
- Back to Basics é o CD duplo mais vendido por uma artista feminina, batendo nomes como Barbra Streisand.